# Acanthorrhinum
Acanthorrhinum es un género con dos especies de plantas de la familia Plantaginaceae.

## Taxonomía
El género fue descrito por Werner Hugo Paul Rothmaler y publicado en Feddes Repert. Spec. Nov. Regni Veg. 52: 31. 1943. La especie tipo es: Acanthorrhinum ramosissimum (Coss. & Durieu) Rothm.	

## Especies aceptadas
A continuación se brinda un listado de las especies del género Acanthorrhinum aceptadas hasta febrero de 2013, ordenadas alfabéticamente. Para cada una se indica el nombre binomial seguido del autor, abreviado según las convenciones y usos:
- Acanthorrhinum ramosissimum (Coss. & Durieu) Rothm.
- Acanthorrhinum rivas-martinezii (Sánchez Malta) Fern.Casas & Sánchez Mata